# Haukilahdenkarit
Haukilahdenkarit är en ö i Finland. Den ligger i sjön Nerkoonjärvi och i kommunen Kihniö i den ekonomiska regionen  Nordvästra Birkalands ekonomiska region  och landskapet Birkaland, i den sydvästra delen av landet, 240 km norr om huvudstaden Helsingfors. Öns största längd är 50 meter i öst-västlig riktning. Notera att namnet antyder att det är fråga om flera öar.